# گرینویل (کالیفرنیا)
گرینویل (به انگلیسی: Greenville) یک منطقهٔ مسکونی در ایالات متحده آمریکا است که در شهرستان پلوماس، کالیفرنیا واقع شده‌است. گرینویل ۲۰٫۶۹۹ کیلومتر مربع مساحت و ۱٬۱۲۹ نفر جمعیت دارد و ۱٬۰۹۳ متر بالاتر از سطح دریا واقع شده‌است.